# Прохоров, Тимофей Васильевич (отшельник)
Тимофе́й Васи́льевич Про́хоров («Батюшка Тимофей»; предположительно 22 января 1894, хутор Федулов Багаевской станицы Области Войска Донского — 13 июля 2004, Мюнхен) — русский отшельник в Мюнхене, «олимпийский еремит», построивший в Мюнхене из оставшихся после войны обломков православный храм во имя единения Востока и Запада.

## Биография
Донской казак, родился на хуторе Федулове Багаевской станицы. В юности монашествовал, пока монастырь не закрыла советская власть.
Жил в городе Шахты, в который попал, скрываясь от коллективизации. Во время немецкой оккупации зарабатывал на пропитание семьи развозом угля по домам горожан.
В феврале 1943 года, отступая, немцы реквизировали его подводу и заставили везти раненых, не дав предупредить семью. Жену с тех пор он не видел, дети приезжали много лет спустя в Германию повидаться с отцом.
Отпустили Прохорова под Ростовом. Там, по его словам, ему явилась Богородица, повелела идти на Запад, чтобы построить церковь. В это время дома у Прохорова родился сын.
После долгих лет скитаний Тимофей Прохоров добрался до Вены и хотел построить церковь там, но местные власти не дали разрешения. Тогда Тимофею во сне вновь явилась Богородица со словами: «Иди в Мюнхен и строй там». На железнодорожном вокзале Тимофей познакомился с Наташей. Из Вены они ушли вдвоём.
На северо-западной окраине Мюнхена, неподалёку от взлётного поля аэропорта Обервизенфельд, в 1952 году высились груды обломков, вывезенных с места разрушенных бомбардировками союзников зданий. В этом месте из обломков Тимофей Прохоров построил дом, завёл огород, кур, улей с пчёлами. Построил часовню, а позже — церквушку; маковку купола посеребрил с помощью фольги, бывшей на свалке. Маленькая церковь была названа — «Церковь мира Востока и Запада».

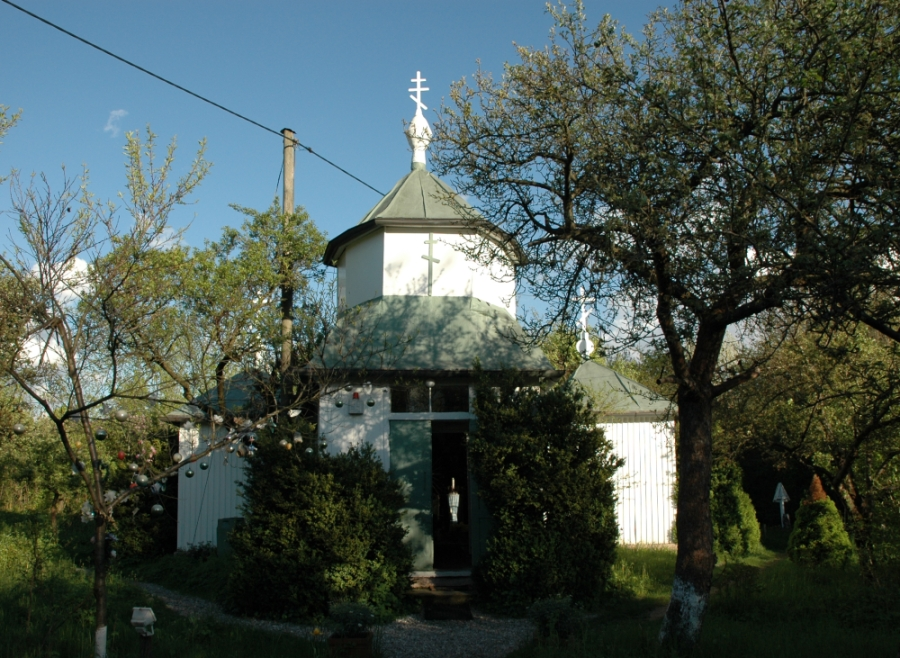
Церковь мира Востока и Запада

Проблема возникла, когда Мюнхен стал готовиться к Олимпиаде-72. В конце 1960-х бывшая свалка была выбрана местом строительства олимпийских объектов, и через «усадьбу» «Батюшки Тимофея» должна была пройти трасса для конно-спортивных соревнований.
Тимофей Прохоров на глазах всего мира стойко сумел защитить от бульдозеров свою церковку и подворье, в одночасье превратившись в источник раздражения для немецких бюрократов и героя для рядовых мюнхенцев. После многочисленных протестов поддержавших Прохорова местных жителей и прессы власти решили перенести строительство трассы немного на север. Тимофея Прохорова в публикациях называли «олимпийским еремитом» (отшельником).
В 1972 году Тимофей Прохоров женился на Наташе, с которой пришёл когда-то вместе в Мюнхен. Она умерла пять лет спустя в возрасте 82 года, перед смертью попросив похоронить её рядом с церковью. Власти согласия не дали, её похоронили на одном из городских кладбищ. Возле церкви Тимофей сделал символическую могилу, поставил крест, посадил цветы и по несколько раз в день приходил сюда.
Прохоров отказался от многочисленных предложений принять германское гражданство. С 2002 года он из-за плохого самочувствия жил большей частью в домах престарелых и больницах, где и скончался на 111-м году жизни 13 июля 2004 года. Самого старого мюнхенца со слезами хоронили всем городом: «Do swidanija, Väterchen Timofej!»
Похоронен на кладбище Вестфридхоф (нем. Westfriedhof) в Мюнхене (секция 196, № 45).
О сохранности церкви и дома «Батюшки Тимофея» заботятся энтузиасты, небольшой музей рассказывает о жизни отшельника.

## Семья
- Дочь — Татьяна Тимофеевна.
- Сын — Александр Тимофеевич Прохоров.
- Сын — Владимир Тимофеевич Прохоров (род. 1943), доктор технических наук[9], профессор Южно-Российского государственного университета экономики и сервиса[3][10].
- Вторая жена — Наталья.